# 徳島県道132号三加茂三好線
徳島県道132号三加茂三好線（とくしまけんどう132ごう みかもみよしせん）は、徳島県三好郡東みよし町を通る一般県道である。

## 概要
三好郡東みよし町加茂から三好郡東みよし町足代に至る。
途中に吉野川を渡る三三大橋がある。2006年（平成18年）3月1日に合併した旧三加茂町・三好町を結ぶ唯一の道路でもある。

### 路線データ
- 起点：徳島県三好郡東みよし町加茂（国道192号交点）
- 終点：徳島県三好郡東みよし町足代（徳島県道12号鳴門池田線交点）
- 総延長：1.196 km[1]
- 制限速度：50 km/h

## 歴史
- 1982年（昭和57年）8月6日 - 徳島県道132号三加茂三好線として認定。
- 1990年（平成2年）12月8日 - 三三大橋が開通。

## 路線状況

### 道路施設

#### 橋梁
- 三三大橋（吉野川、三好郡東みよし町）

## 地理

### 通過する自治体
- 徳島県
  - 三好郡東みよし町

### 交差する道路
| 交差する道路           | 交差する場所 | 交差する場所 |
| ---------------------- | ------------ | ------------ |
| 国道192号              | 加茂         | 起点         |
| 徳島県道12号鳴門池田線 | 足代         | 終点         |

### 沿線
- 吉野川